# Arxiu Històric de la Ciutat de Barcelona
L'Arxiu Històric de la Ciutat de Barcelona (AHCB) és responsable de la custòdia, tractament i difusió de la documentació produïda pels òrgans de govern de Barcelona des de la creació del règim municipal, a mitjans del segle xiii, fins al primer terç del segle xix, així com d'altres materials arxivístics, bibliogràfics o hemerogràfics d'interès per a la història de la ciutat. És un dels centres que actualment configuren l'Arxiu Municipal de Barcelona, juntament amb l'Arxiu Municipal Contemporani, l'Arxiu Fotogràfic i els deu arxius municipals de districte.

## Història
L'origen de l'arxiu se situa al segle xiii, moment de formació del règim municipal de Barcelona a partir del privilegi concedit pel rei Jaume I l'any 1249. Instal·lat primer en el Convent de Santa Caterina (Barcelona), es va traslladar a la Casa de la Ciutat, quan aquesta fou construïda a la segona meitat del segle xiv. En el transcurs dels segles es van ocupar de la custòdia de la documentació municipal alguns arxivers notables, com Esteve Gilabert Bruniquer i Riera, Josep Puiggarí o Alfons Damians.
El 1917, l'Ajuntament de Barcelona va decidir reorganitzar el seu arxiu i destriar-ne els fons històrics dels administratius. Els primers es van instal·lar a la Casa de l'Ardiaca, sota la direcció d'Agustí Duran i Sanpere, i així va néixer l'Arxiu Històric de la Ciutat.

## Fons
L'Arxiu s'organitza en diferents seccions, creades i reestructurades al llarg del temps. Les seccions actuals del centre són:
- Fons Documentals (dividida en els àmbits d'Arxiu Medieval i Modern, Gràfics i Fons Orals)
- Biblioteca
- Hemeroteca.

La riquesa i diversitat de la documentació que aplega fan de d'aquest arxiu un dels centres de conservació de patrimoni documental més importants de Catalunya. L'Arxiu disposa d'unes instal·lacions dotades amb els equipaments i les condicions pròpies d'un centre arxivístic del segle XXI per garantir la bona conservació i la consulta dels documents, i de dos serveis tècnics encarregats, respectivament, de la restauració i conservació i de la reprografia dels fons.
L'Arxiu exerceix també un paper important en la recerca, difusió i divulgació del patrimoni documental i de la història de la ciutat. En aquest sentit compta amb el Seminari d'Història de Barcelona com a servei responsable de la realització de cursos i congressos i de l'edició de publicacions.

### Fons Documentals
Aquesta secció, creada l'any 2007, agrupa tres departaments que ja existien amb anterioritat: Arxiu Medieval i Modern, Gràfics i Fons Orals. En conjunt, la secció aplega la documentació de caràcter arxivístic formada per diversos fons i col·leccions de tipologia variada i de procedència diversa, amb una cronologia compresa entre el segle ix i l'actualitat.

#### Arxiu Medieval i Modern

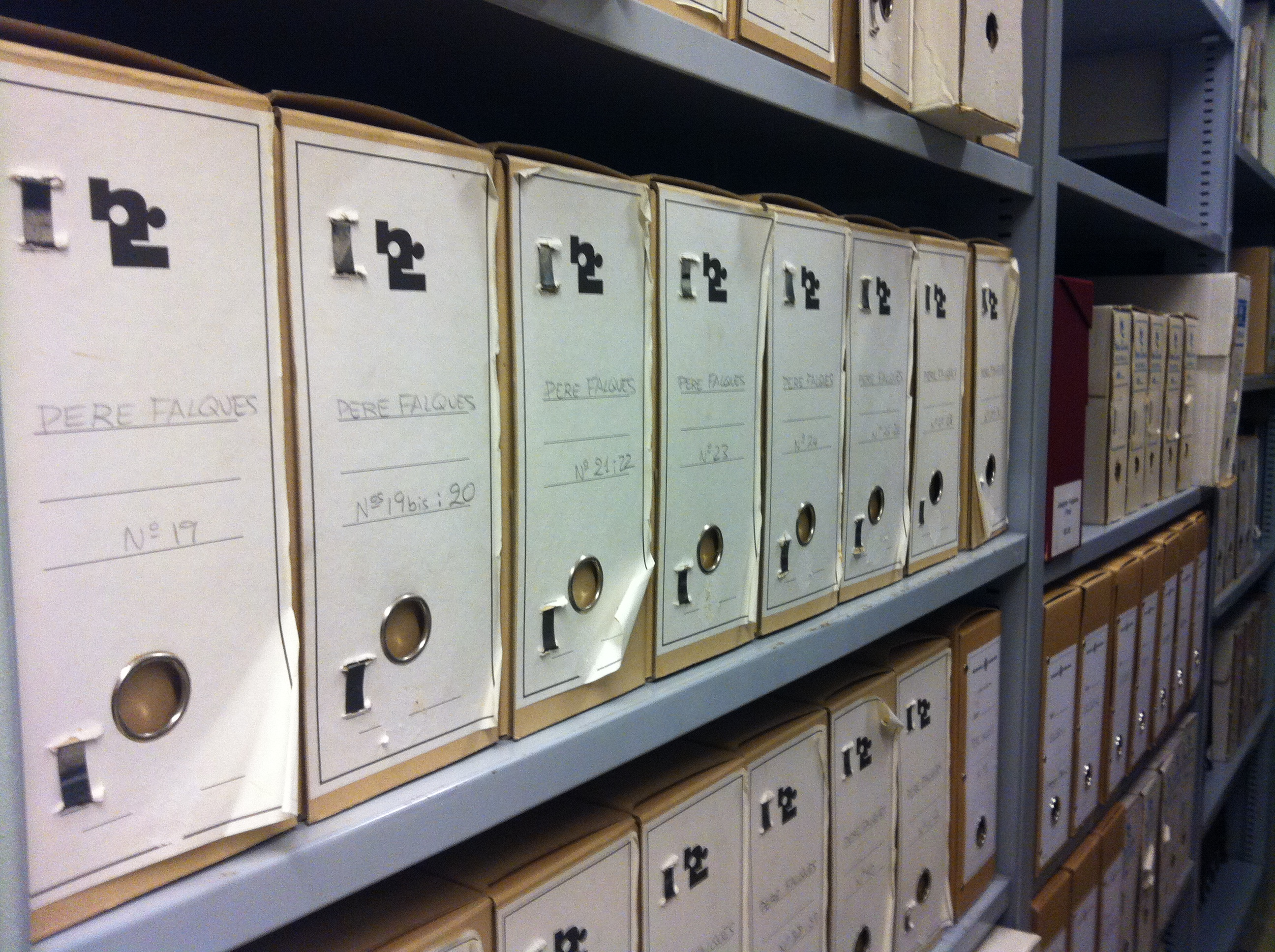
Fons de Pere Falqués.

El nucli fundacional de l'Arxiu Històric de la Ciutat de Barcelona és la documentació generada pel municipi barceloní des de mitjan segle xiii –moment de creació del municipi– fins a la revolució liberal del primer terç del segle xix. La major part de la documentació del municipi posterior a aquest canvi constitucional està dipositada a l'Arxiu Municipal Contemporani.
Dins aquest patrimoni únic destaquen: la col·lecció els pergamins municipals de Barcelona, amb més de 2.600 unitats dels segles IX a XVIII; els llibres de privilegis, com el conegut Llibre Verd de Barcelona, que incorpora algunes de les millors miniatures gòtiques catalanes; la col·lecció de manuscrits, amb exemplars com els Commentaria super Usaticis Barchinone, de 1448; els llibres d'actes dels òrgans de govern de la ciutat, que comencen el 1301; les sèries de correspondència tramesa i rebuda, amb milers de cartes reials; les sèries de caràcter administratiu sobre proveïments o urbanisme; les sèries emanades d'institucions directament vinculades al municipi, com el Consolat de Mar i la Taula de Canvi, creada el 1401 i que és considerada com el primer banc públic europeu.
Per als temps medievals i de l'Antic Règim, el Departament d'Arxiu Medieval i Modern conserva també la documentació generada per oficials reials amb funcions de govern sobre la ciutat (Arxiu del Veguer i el Corregidor), així com uns importants fons gremials, comercials i patrimonials, que s'estenen cap a l'Edat Contemporània.
Pel que fa als segles xix i xx específicament, compta amb fons no municipals d'importància, sobretot per a la història de la cultura, com el dels Jocs Florals, així com els procedents de llegats d'una setantena de personalitats de la cultura catalana, com els escriptors Jacint Verdaguer, Narcís Oller o Josep Maria López-Picó, els arquitectes Miquel Garriga i Roca o Pere Falqués, l'urbanista Ildefons Cerdà, els historiadors Salvador Sanpere i Miquel i Francesc Carreras Candi o el polifacètic artista Apel·les Mestres.

#### Gràfics
Es configura com a departament l'any 1920, amb l'objectiu bàsic d'aplegar totes aquelles tipologies documentals de caràcter gràfic amb informació sobre la ciutat de Barcelona. La documentació que en forma part prové, d'una banda, de l'activitat municipal, però també i sobretot d'importants donacions de col·leccionistes i entitats ciutadanes diverses. Els documents conservats se situen cronològicament entre el segle xvii i els nostres dies, amb predomini dels segles XIX i XX.
La gran diversitat de documents en què la imatge té més importància que el text escrit s'estructura actualment en tres grans apartats: documents cartogràfics, documents iconogràfics i documents textuals amb algun element gràfic complementari. El primer grup està format essencialment per mapes i plànols que, com el plànol de Barcelona de Miquel Garriga i Roca (1856-1862), són d'una gran importància per a l'estudi de la forma urbana de Barcelona; el segon grup el conformen principalment gravats –com el de Francesc Via que retrata una festa en honor de Joan Josep d’Àustria el 1677 (11)–, dibuixos –com el de Ricard Opisso sobre la Rambla, de 1916 (12)– i cartells; i el tercer grup aplega, entre d'altres, les col·leccions de goigs, de romanços i de documents de petit format, com ara participacions de naixement i noces, programes de concerts musicals, de representacions teatrals i d'activitats lúdiques.

#### Fons Orals
Departament creat l'any 1983 amb l'objectiu de recollir, conservar i difondre testimonis orals d'interès per a la història de la ciutat, aconseguits mitjançant donacions o per l'impuls de projectes de recerca propis i conservats en cintes i altres suports.
El fons primigeni fou la donació de testimonis sobre la Guerra Civil espanyola recollits en el Fons Ronald Fraser d'història oral, fonament del llibre Recuérdalo tú y recuérdalo a otros. Entre les col·leccions aplegades es poden destacar les relatives a les dones durant la guerra civil de 1936-1939, la II Guerra Mundial i el franquisme (Tomasa Cuevas i Adela del Campo; Neus Català; Fons oral Dones del 36), sobre el treball femení (Cristina Borderías; Sílvia Ventosa), sobre el cinema i l'espectacle català (Joaquim Romaguera), o sobre l'objecció de consciència i l'antimilitarisme (Pepe Beunza).
Pel que fa als testimonis orals recollits en el marc de projectes impulsats pel mateix Arxiu Històric, cal destacar les col·leccions següents: la de Biografies, amb històries de vida de ciutadans de Barcelona; la dels Jocs Olímpics, sobre l'impacte urbanístic dels Jocs de 1992 a la ciutat de Barcelona; o la de L’Arxiu Històric, sobre la figura del seu director i fundador Agustí Duran i Sanpere.

## Biblioteca
Aquesta secció fou creada l'any 1924 aplegant col·leccions bibliogràfiques vinculades a l'arxiu i a altres departaments municipals i amb l'objectiu d'anar recollint la producció de temàtica barcelonina i constituir una biblioteca especialitzada i complementària dels fons documentals. Tot i l'especialització sostinguda en història de Barcelona, ja poc després de la seva creació va començar a ampliar el seu abast en rebre diversos llegats, entre els quals cal destacar la Biblioteca Massana (indumentària i arts sumptuàries), el Llegat Toda a l'Arxiu Històric de la Ciutat de Barcelona (amb un fons bibliogràfic especialitzat en temes hispànics i llibres de viatges en diverses llengües), la Fons Serra i Pagès (folklore), i la Biblioteca del novel·lista Narcís Oller (literatura).
Entre els fons bibliogràfics més antics, destaquen les obres impreses a la ciutat de Barcelona entre el segle xv i el XVIII, en alguns casos exemplars rars, com ara les sovintejades edicions de legislació. I entre els més moderns, són de gran importància les Col·leccions de guies urbanes de Barcelona i publicacions de formats diversos emanades d'institucions públiques i privades de la ciutat –Ajuntament de Barcelona, Diputació Provincial, Mancomunitat i Generalitat de Catalunya, partits polítics, acadèmies, ateneus, col·legis professionals, etc.– que reflecteixen les seves activitats. Així mateix, és un centre de referència per l'important nombre de publicacions relatives a les ciències auxiliars de la història: arxivística, paleografia i bibliografia, entre d'altres.

## Hemeroteca
Aquesta secció va néixer l'any 1928 per la voluntat municipal de conservar el patrimoni hemerogràfic català com a testimoni de l'activitat periodística i com a font per a la recerca històrica. L'Hemeroteca està especialitzada en publicacions periòdiques editades a Barcelona i el seu fons suposa la mostra més completa del periodisme barceloní al llarg del temps.
El fons hemerogràfic existent, únic en alguns casos, inclou des de les publicacions seriades editades durant els segles xvii i xviii (denominades pre-premsa), com el Diario Curioso, Histórico, Erudito, Comercial, Público y Económico, aparegut el 1762, fins a la premsa actual, passant pels primers diaris publicats a Barcelona (com el Diario de Barcelona, que es comença a publicar l'any 1792) o bona part de les capçaleres editades al llarg dels segles XIX i XX, amb títols històrics tan emblemàtics com Diari Català, La Publicitat, La Veu de Catalunya, El Poble Català, La Humanitat o El Noticiero Universal, entre d'altres.
Pel que fa a les revistes, el ventall de títols que es conserven és molt variat: des de les primeres publicacions catalanistes, literàries, satíriques o artístiques, fins a les revistes de caràcter polític i històric i els setmanaris d'informació general. Entre altres podem mencionar Lo Pare Arcàngel, La Flaca, La Renaixensa, La Campana de Gràcia, L'Esquella de la Torratxa, Pèl & Ploma o Quatre Gats.
És notable la Col·lecció de premsa clandestina i d’exili de l'Arxiu Històric de la Ciutat de Barcelona, formada per particulars i organitzacions socials durant el franquisme i que consta d'un miler de títols publicats entre els anys 1939 i 1977, majoritàriament per partits polítics, sindicats i organitzacions diverses.

## Activitats i Publicacions
Mitjançant el Seminari d'Història de Barcelona, l'Arxiu Històric de la Ciutat és l'entitat organitzadora dels Congressos d’Història de Barcelona, originats el 1982 i que, des de 1993, se celebren amb regularitat cada dos anys i constitueixen un fòrum de debat oberts als investigadors especialitzats en història urbana. A un públic de nivell universitari principalment, és adreçada una oferta anual de cursos o jornades sobre diversos aspectes de la història de la ciutat, amb el format preferent de sèries de conferències individuals amb col·loqui, a càrrec d'especialistes en les matèries escollides. Tant els Congressos com les Jornades o els Cursos d'Història de Barcelona poden comptar amb la col·laboració o el suport d'altres entitats.
Al vestíbul de la Casa de l’Ardiaca s'ofereix també un programa regular d'exposicions, en dos formats diferents: la sèrie Un Tast de l'Arxiu, que divulga seleccions de materials dels fons documentals, bibliogràfics o hemerogràfics que constitueixen el patrimoni propi de l'Arxiu Històric de la Ciutat; i les exposicions temàtiques, sovint en col·laboració amb altres entitats.
L'Arxiu Històric de la Ciutat ha impulsat tradicionalment diverses línies de publicacions relatives a la història de la ciutat i als fons documentals conservats, i actualment compta amb tres col·leccions principals: els catàlegs de fons rellevants de l'Arxiu (catàleg dels pergamins, catàleg de les cartes reials de Ferran II, catàleg de premsa clandestina. etc.); la revista Barcelona Quaderns d'Història, formada per volums monogràfics que apleguen 
col·laboracions de diferents especialistes en les activitats desenvolupades en el marc del Seminari d'Història de Barcelona; i els Quaderns del Seminari d'Història de Barcelona, monografies destinades a publicar el resultat de recerques individuals d'abast mitjà.
Des de la pàgina web de l'Arxiu Històric (www.bcn.cat/arxiu/historic Arxivat 2011-04-23 a Wayback Machine.) es pot accedir a diversos instruments de descripció (inventaris, catàlegs i bases de dades) d'una part dels fons arxivístics, bibliogràfics i hemerogràfics existents, així com a publicacions electròniques i a la informació sobre les activitats programades.